# KV55
KV55 (Kings' Valley 55) è la sigla che identifica una delle tombe della Valle dei Re in Egitto; pur essendo presente una mummia all’atto della scoperta, a lungo si è dibattuto se si trattasse della regina Tiy, Grande sposa reale di Amenofi III, o di Akhenaton, o del suo immediato successore Smenkhara.
Solo recenti studi genetici renderebbero più accreditabile l’identificazione del corpo per quello di Akhenaton.

## Scoperta e scavi
Scoperta il 6 gennaio 1907 da Edward Russell Ayrton per conto di Theodore Davis, KV55 si trova a breve distanza dalla tomba KV6 di Ramses IX e dall’area in cui, 15 anni più tardi, Howard Carter scoprirà la KV62 di Tutankhamon . Attualmente KV55 si trova a breve distanza dalla moderna struttura di accoglienza turistica della Valle.
Nello stesso mese di gennaio 1907, Ayrton studiò sul posto il sarcofago e la mummia che si trovavano all’interno della tomba. È noto, da una lettera di Davis a Gaston Maspero, che nel 1908 ancora permanevano all’interno suppellettili e reperti.
Scarse sono le notizie sulle operazioni giacché non venne tenuto alcun diario di scavo ed ogni documentazione dell’epoca è successiva alle effettive fasi, e le poche descrizioni esistenti sono disordinate, incomplete, spesso difformi tra loro e talvolta contrastanti. Da queste informazioni, nonché da testimonianze di ospiti che visitarono la tomba durante i lavori, è desumibile che si sia operato con approssimazione e superficialità. Charles Trick Currelly ebbe a scrivere: pezzi di foglia d’oro sembravano volare nell’aria in ogni direzione. Provavamo a respirare in mezzo a loro. Tyndale mi sussurrò che aveva più volte starnutito trovando sei o sette pezzi d’oro nel suo fazzoletto. È inoltre noto che Davis consentisse ai suoi ospiti di asportare dalla tomba frammenti d’oro ed altri reperti quali souvenir della visita
Nel 1921, durante una campagna di scavo per conto di Lord Carnarvon, Howard Carter rinvenne oggetti che sembravano provenire dalla KV55; in questa occasione l’accesso alla tomba venne precluso da una porta in metallo che venne poi sostituita da blocchi di pietra che, nel 1944, crollarono a causa di un’alluvione i cui detriti invasero nuovamente, almeno in parte la tomba.
Nel 1993 la tomba venne nuovamente scavata nell’ambito del Theban Mapping Project, e nel 1996 si procedette al consolidamento della scala di accesso ed al restauro delle pareti fortemente danneggiate da fessurazioni intervenute nei millenni.

## Architettura
La KV55, probabilmente mai ultimata, è relativamente piccola (complessivamente circa 27 m di lunghezza) e presenta la planimetria tipica delle tombe della XVIII dinastia: a un ingresso segue una scala discendente di 20 gradini che prosegue in un corridoio, pure in discesa, da cui si accede alla camera funeraria. Una camera laterale, non ultimata, ha fatto supporre che potesse trattarsi dell’inizio di un secondo corridoio.
Nel 1993 Lyla Pinch Brock, egittologa canadese operante nel quadro del Theban Mapping Project, scavò nuovamente la tomba rinvenendo al suo interno un frammento di ostrakon dipinto che sembrava essere parte della planimetria originale della KV55 e dal quale era desumibile un previsto allargamento dell’entrata; ipotesi suffragata, peraltro, da incisioni rilevate sulle pareti prossime all’ingresso. Un ulteriore esame consentì di riscontrare che effettivamente si era già proceduto, almeno in parte, al previsto allargamento, all’innalzamento del soffitto e all’incremento del numero dei gradini della scala.
Pareti e soffitto della camera funeraria erano stati intonacati ma non decorati.
Originariamente la tomba era stata sigillata con blocchi di calcare recanti il sigillo della necropoli, ma questi erano stati più volte rimossi e strati di macerie avevano riempito il corridoio.
Nel corso della XX dinastia, durante i lavori di scavo della vicina KV6 di Ramses IX, l’accesso alla KV55 venne ricoperto da macerie provenienti dal relativo scavo.

## Condizioni al momento della scoperta

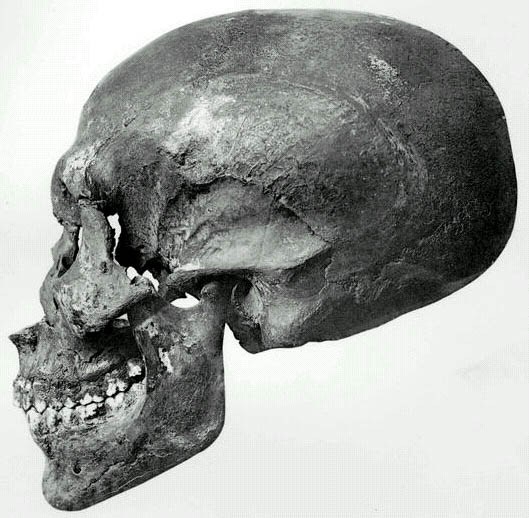
Il cranio della mummia di KV55

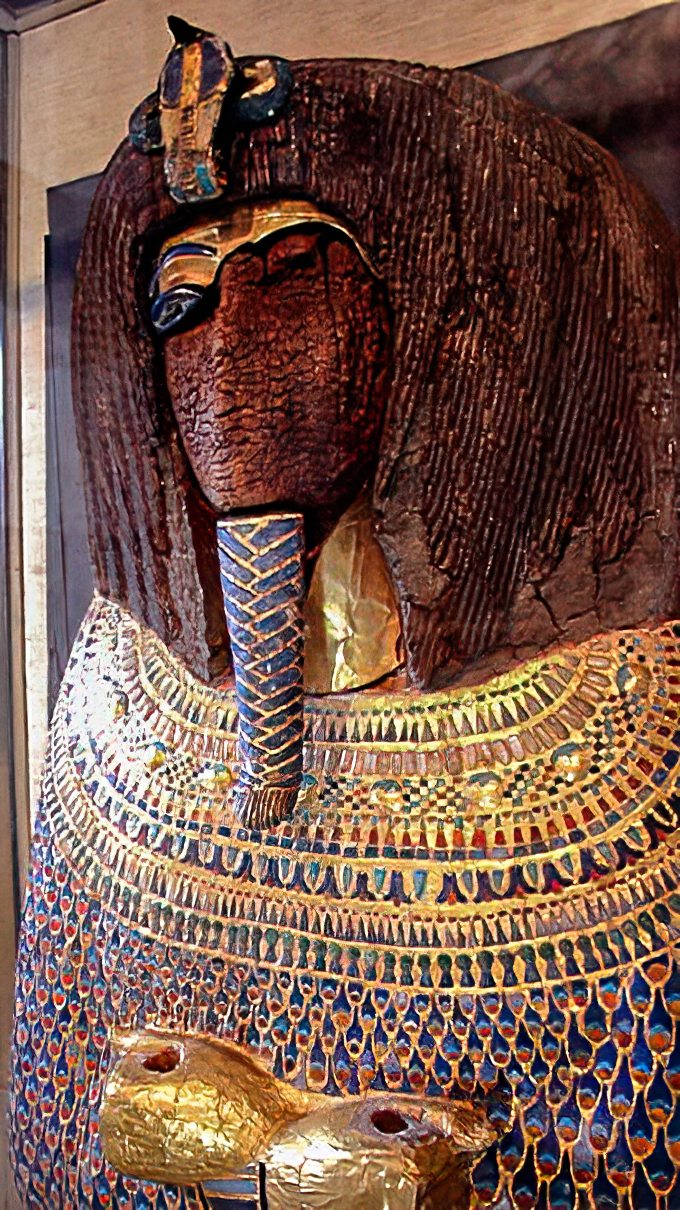
Il sarcofago rinvenuto in KV55

All'atto della scoperta la tomba KV55 si presenta molto malridotta. Le scale e il corridoio erano ingombri di macerie; nella camera funeraria regnava il caos, sia per le infiltrazioni d'acqua, sia per danni che vennero palesemente e volontariamente causati dall'uomo: si trattava di danneggiamenti selettivi che non potevano essere annoverati tra quelli causati dalla intemperie o a semplici azioni di saccheggio.
All'interno della camera funeraria vennero rinvenuti un sarcofago ed i resti, estremamente malridotti per l'acqua, di una cappella funeraria analoga a quella della tomba di Tutankhamon, smontata in più parti accatastate disordinatamente alle pareti e sul pavimento. Le lamine d'oro che ricoprivano la struttura lignea, quasi completamente distrutta, erano estremamente fragili e non vennero consolidate; in gran parte andarono disperse.
Alcune rosette in bronzo, trovate all'interno della tomba e successivamente da Carter nel 1921, a poca distanza dal suo ingresso, lasciarono supporre che, oltre la cappella, anche in questa sepoltura esistesse una copertura in lino con applicazioni analoghe a quella rinvenuta in KV62, non necessariamente dispiegata, stante lo stato di smontaggio della cappella, ma quanto meno qui riposta.
Il sarcofago antropomorfo, di pregevole fattura e del tutto simile a quelli lignei di Tutankhamon, presentava decorazione rishi, cui erano stati intenzionalmente e selettivamente asportati i cartigli recanti il nome del defunto. Analoga operazione venne eseguita sulle fasce che circondavano le bende della mummia in corrispondenza dei punti in cui, normalmente, si trovano appunto i cartigli.
Analogo trattamento di asportazione era stato eseguito per il volto di cui, attualmente, non resta che il sopracciglio e parte dell'occhio destro. Sulla fronte spicca l'ureo reale.
La mummia, molto malridotta, venne esaminata da Ayrton e Davis all'interno della stessa tomba nel 1907; durante tale operazione quest'ultimo la danneggiò ulteriormente facendone cadere i denti. Presentava un largo collare in forma di avvoltoio ed un braccio ripiegato sul torace. Nonostante la presenza dell'ureo e di precise indicazioni che si trattasse di un maschio, data anche la presenza dei cartigli di Akhenaton su almeno due dei quattro mattoni magici rinvenuti nella camera funeraria, nonché di vasellame recanti il nome di Amenofi III e alcuni piccoli cartigli intestati a Tutankhamon, Davis ritenne si trattasse della sepoltura della regina Tye e ciò in funzione della postura con il braccio ripiegato, usualmente usata per le regine, di alcuni graffiti a lei intestati nel corridoio, di un rilievo della danneggiata cappella lignea in cui Tye è alle spalle di Akhenaton mentre costui adora Aton, e di alcuni frammenti di mobilio recanti i nomi affiancati della regina e del re Amenofi III.
Dai vasi canopici rinvenuti nella tomba, adattati per un diverso titolare rispetto a quello previsto, erano ugualmente stati asportati gli urei e abrasi i nominativi, ma gli stessi erano di palese stile amarniano.
A rendere ancor più difficile l'identificazione del corpo rinvenuto nella tomba, sopravverrà il furto presso il museo del Cairo delle fasce d'oro che stringevano le bende della mummia da cui, grazie a metodi di rilevazione più moderni, sarebbe stato possibile tentare una ricostruzione dei cartigli.

## Ipotesi di utilizzo della tomba
La scarsità di documentazione esistente, la superficialità delle operazioni, degli atti e dei rilievi eseguiti durante gli scavi, rendono difficile l’individuazione di una teoria. Al netto dei danni causati da incursioni ladresche, cui pure la tomba fu sottoposta nel corso dei secoli, Martha Rhoads Bell  valutò, anche sulla scorta di fotografie d’epoca, che il disordine rilevato da Ayrton e Davis all’epoca dello scavo nella camera funeraria doveva essere più apparente che reale. La ricostruzione della posizione delle suppellettili rinvenute nella tomba, infatti, denoterebbe un certo ordine originale dei manufatti il cui apparente disordine sarebbe stato causato principalmente dal collasso degli oggetti in legno marciti a causa dell’umidità e dal crollo del soffitto a causa di infiltrazioni, nonché dall’attacco di insetti e funghi xilovori.
La teoria più accreditata sull’utilizzo di KV55, vedrebbe la stessa utilizzata in origine quale deposito di mummie provenienti dalle tombe di Amarna a seguito del rientro a Tebe della Corte, durante la fase di restaurazione sotto Tutankhamon, dopo il periodo dell’eresia amarniana . In base a tale teoria, il corpo della regina Tye sarebbe dapprima stato sepolto in KV55, per essere poi successivamente traslato in KV35, tomba di Amenofi II.
Tale ipotesi di sepoltura multipla provvisoria sarebbe anche suffragata dalle molte rimozioni della muratura che garantiva la chiusura, e su cui di volta in volta vennero apposti in tempi differenti i sigilli della necropoli.

## Ipotesi sull’occupante della tomba

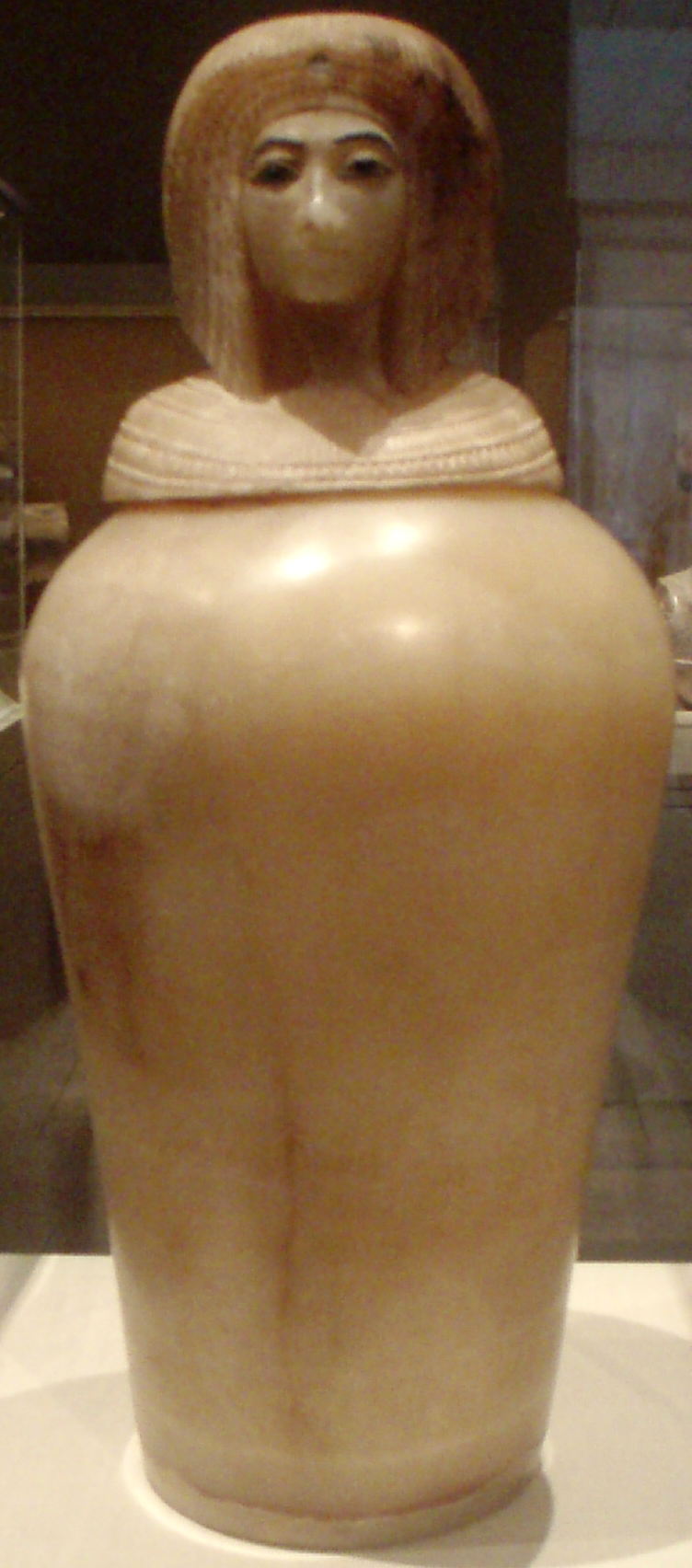
Uno dei vasi canopici rinvenuto in KV55 e intestato a Kiya

A causa dei danni naturali o quelli selettivi causati dall’uomo, molteplici sono state dal momento della scoperta le ipotesi su chi sia da identificarsi nell’occupante della tomba e del ricco sarcofago.
Davis ed Ayrton assegnarono per i motivi sopra visti, nonché per l’assenza di palesi genitali maschili, il corpo alla regina Tye, ma quando i resti vennero trasferiti al Cairo per ulteriori accertamenti, il dottor Grafton Elliot Smith  in una sua lettera ad Arthur Weigall ebbe a scrivere: siete sicuro che le ossa che mi avete inviato siano quelle che sono state trovate nella tomba? Invece delle ossa di un’anziana signora, mi avete inviato quelle di un giovane uomo. Sicuramente ci deve essere stato un errore. Smith assegna perciò il corpo ad un giovane di 20-25 anni e Gaston Maspero la assegna, perciò, ad Akhenaton giustificando così i danneggiamenti subiti a causa della damnatio memoriae di cui il sovrano venne fatto oggetto dopo l’esperienza atoniana.
Contestualmente, Norman de Garis Davies , considerando che Akhenaton al momento della morte doveva avere almeno dieci anni di più (30-35 anni), assegna il corpo al suo immediato successore o forse co-reggente Smenkhara, giustificando così la stessa damnatio memoriae.
La postura delle braccia, uno disteso sul fianco e l’altro ripiegato sul torace, tipico delle sepolture femminili, venne giustificata con le regole imposte nel periodo amarniano per cui il faraone avrebbe sommato in sé i principi sessuali femminile e maschile talché, da solo, simboleggerebbe la coppia regale.
Il sarcofago e i vasi canopici in KV55 presentavano inoltre palesi indizi di adattamento, essendo stati predisposti originariamente per Kiya, una regina minore di Akhenaton. Tra le operazioni per adattarli al nuovo occupante vi è l’apposizione dei cartigli strappati e l’ureo frontale, sui vasi è inoltre ben visibile il nome di Kiya non sovrascritto.
Nel 1963 vennero eseguiti ulteriori accertamenti sui resti confermando che appartenevano a un maschio di circa 20 anni, il che avvalorò, anche per Cyril Aldred, l’assegnazione a Smenkhara, confermata peraltro da una ricostruzione facciale che avrebbe fornito caratteri non compatibili con le rappresentazioni scultoree del re.
Nel 1988 e poi nel 1992, nuove analisi assegnarono alla mummia un’età compresa tra i 35 e i 40 anni, ma nel 2001 l’egittologa Joyce Filer stabilì nuovamente un’età compresa tra i 20 e i 25 anni.

## Ultimi riscontri
Nel 2010, sottoposta ad ulteriori accertamenti, compare sul Journal of the American Medical Association un articolo che identifica la mummia per quella del padre genetico di Tutankhamon e la assegna perciò ad Akhenaton.
Un altro articolo di poco successivo al precedente, sulla scorta di analisi del DNA di due feti femminili rinvenuti nella tomba di Tutankhamon, precisa che Akhenaton, o comunque il corpo di KV55, non poteva essere quello del nonno delle bambine, cosa che sarebbe dovuta essere trattandosi Akhenaton del padre dell'unica moglie nota di Tutankhamon, Ankhesenamon .
Viene perciò riconfermata l’identificazione della mummia di KV55 per quella di Smenkhara che sarebbe stato perciò il padre di Tutankhamon. Studi ortopedici eseguiti sulla colonna vertebrale, tuttavia, assegnano al corpo un’età di 30-35 anni più compatibile con quella di Akhenaton al momento della morte.
Nel 2011 l’Università del Cairo identifica il corpo di KV55 per quello di Akhenaton, ma ancora non esistono pubblicazioni in tal senso.

### Annotazioni
1. ↑  Le tombe vennero classificate nel 1827, dalla numero 1 alla 22, da John Gardner Wilkinson in ordine geografico. Dalla numero 23 la numerazione segue l’ordine di scoperta.
2. ↑  (1876-1957), sacerdote ed archeologo canadese.
3. ↑  Nonostante precisi indizi del contrario, Ayrton e Davis (nel 1907) considerarono la tomba intatta; ciononostante operarono una campagna di scavo che può essere presa ad esempio di come non si esegua uno scavo archeologico. In tal senso vedi anche Graziella Busi (2001), pp. 73 e segg.
4. ↑  Lo sciacallo Anubi accucciato su nove prigionieri rappresentanti i tradizionali nemici dell’Egitto.
5. ↑  Si tratta di una struttura lignea, denominata anche scrigno, ricoperta di foglia d'oro, che conteneva verosimilmente altre cappelle analoghe o direttamente il sarcofago. Nel caso della tomba KV62 di Tutankhamon, l'unica intatta mai rinvenuta, le cappelle erano tre sovrastate, tra la prima e la seconda, da una struttura lignea che sorreggeva un telo di lino trapunto di rosette in bronzo.
6. ↑  Rishi: dall'arabo ريشة rīša, "penna" con significato di “piumato” giacché la decorazione riproduce il piumaggio di un uccello.
7. ↑  Si trattava di quattro mattoni che venivano inseriti nelle pareti delle tombe, ai quattro punti cardinali, con intento difensivo del defunto.
8. ↑  Le c.d. bandellettes.
9. ↑  Martha Rhoads Bell (1941-1991), archeologa statunitense.
10. ↑  In effetti il corpo di Tye venne identificato con la Elder Lady (la “Signora più anziana”) rinvenuta nella KV35. L’identificazione venne garantita da un esame comparato dei capelli della mummia e di una ciocca rinvenuta nella KV62 di Tutankhamon, in un piccolo sarcofago recante il nome della regina.
11. ↑  Grafton Elliott Smith (1871-1937), anatomista australiano che curò anche la prima autopsia cui venne sottoposta la mummia di Tutankhamon.
12. ↑  Norman de Garis Davies (1865-1941), disegnatore e copista, divenuto capo dell'Egypt Exploration Fund dal 1898 al 1907.
13. ↑  Il corpo della madre dei due feti (forse Ankhesenamon), sarebbe stato identificato nel 2010, sempre da analisi del DNA mitocondriale, nella mummia catalogata come KV21a rinvenuta nella KV21. Questa, tuttavia, non sarebbe figlia di Akhenaton.

### Fonti
1. ↑  Zahi Hawass et al. (2010), Ancestry and Pathology in King Tutankhamun's Family, in The Journal of the American Medical Association, p. 644.
2. ↑  Nicholas Reeves e Richard Wilkinson, The complete valley of the Kings, New York, Thames & Hudson, 2000, p. 117.
3. ↑  Graziella Busi (2001), Nefertiti l’ultima dimora, il giallo della tomba KV55, Ananke, pp. 73 e segg.
4. ↑  Graziella Busi (2001), pp. 73 e segg.
5. 1 2 3  Theban Mapping Project.
6. 1 2  Reeves e Wilkinson (2000), p. 119.
7. ↑  Reeves e Wilkinson (2000), p. 121.
8. 1 2 3  Reeves e Wilkinson (2000), p. 120.
9. 1 2  Graziella Busi (2001), p. 99.
10. ↑  Martha Rhoads Bell (1990), An armchair excavation of KV55, in Journal of the American Research Center in Egypt n. 27, pp. 97-137.
11. ↑  Theban Mapping Project
12. ↑  Cyril Aldred (1988), Akhenaten, King of Egypt, New York, Thames & Hudson, p. 201.
13. ↑  Joyce Filer (2002), Anatomy of a Mummy, in Arhaeology numero di Marzo-Aprile, pp. 26-29.
14. ↑  (EN) Zahi Hawass et al., Ancestry and Pathology in King Tutankhamun's Family, su jama.jamanetwork.com, JAMA, 17 febbraio 2010. URL consultato il 9 febbraio 2017.
15. ↑  (EN) Kate Phizackerley, DNA Shows that KV55 Mummy Probably Not Akhenaten, su kv64.info, 2 marzo 2010. URL consultato il 13 marzo 2015 (archiviato dall'url originale il 7 marzo 2010).